# Råshult
Råshult é uma vila localizada ao norte de Älmhult, no Condado de Kronoberg, Suécia. É mais conhecida por ser o local de nascimento do biólogo seminal Carl Linnaeus (1707 - 1778), o qual é considerado o pai da taxonomia moderna.

## Referências

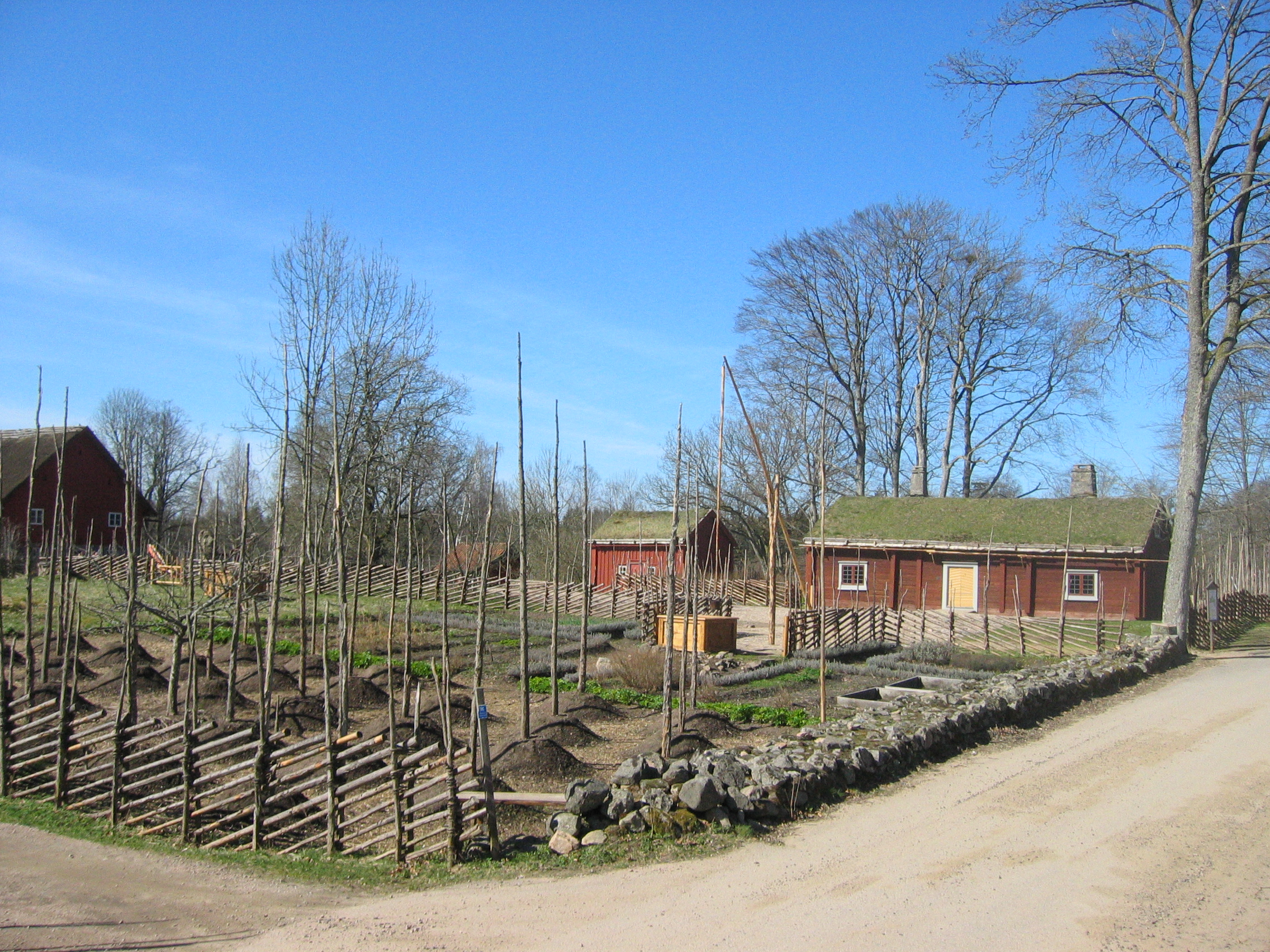
Local de nascimento de Carl Linnaeus